# Cabillus
Cabillus is een geslacht van straalvinnige vissen uit de familie van grondels (Gobiidae). Het geslacht is voor het eerst wetenschappelijk beschreven in 1959 door Smith.

## Soorten
- Cabillus atripelvicus Randall, Sakamoto & Shibukawa, 2007
- Cabillus caudimacula Greenfield & Randall, 2004
- Cabillus lacertops Smith, 1959
- Cabillus macrophthalmus (Weber, 1909)
- Cabillus tongarevae (Fowler, 1927)